# Catharinakerk (Gdańsk)
De Sint-Catharinakerk (Pools: Kościół św. Katarzyny) in de Poolse stad Gdańsk. Het is het oudste kerkgebouw en na de Mariakerk het historisch belangwekkendste kerkgebouw van de stad. 

## Geschiedenis
De kerk werd vermoedelijk oorspronkelijk in het jaar 1185 door koning Sobieslaus I als een houten kerk gesticht. De eerste vermelding van de kerk dateert uit 1227. In de jaren 1227 tot 1239 werd het houten kerkgebouw door een stenen godshuis vervangen. In de 14e en 15e eeuw werd de kerk aanmerkelijk vergroot. In 1555 werd de kerk protestants, wat ze tot 1945 zou blijven. Op 3 juli 1905 brandde de toren van de Catharinakerk als gevolg van blikseminslag af, waarbij het carillon uit 1738 verloren ging. In 1910 kreeg de toren een nieuw carillon.
Het kerkgebouw werd in de Tweede Wereldoorlog volledig verwoest en na de oorlog naar de oorspronkelijke bouwplannen gereconstrueerd. De herbouw van de toren waarin zich een klokkenspel met 50 klokken bevindt, werd eerst in de jaren 1980 voltooid. Het beiaard werd door Klokkengieterij Eijsbouts uit Asten gegoten. 
Op 22 mei 2006 werd de kerk opnieuw getroffen door een grote brand, waarbij delen van het dakgestoelte instortten. De instorting van de toren kon worden voorkomen en het interieur kon worden gered. De herstelwerkzaamheden werden in 2016 afgerond.  

## Interieur
In de kerk bevinden zich enkele bijzondere schilderijen van Anton Möller (1563-1611) in het triptiek ("Kruisiging", "Avondmaal" en "Jongste Gericht" uit 1601) en in het epitaaf van Jakob Schmidt ("Jongste Gericht", 1595) en van Izaak van den Blocke. Bovendien ligt onder anderen de astronoom Johannes Hevelius er begraven.  
In de toren bevindt zich een klokkenmuseum.

## Afbeeldingen van de branden

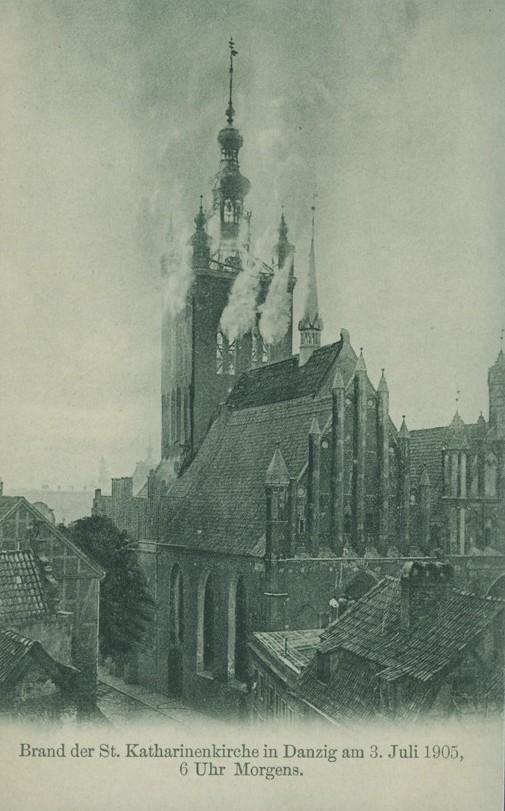
Brand in 1905
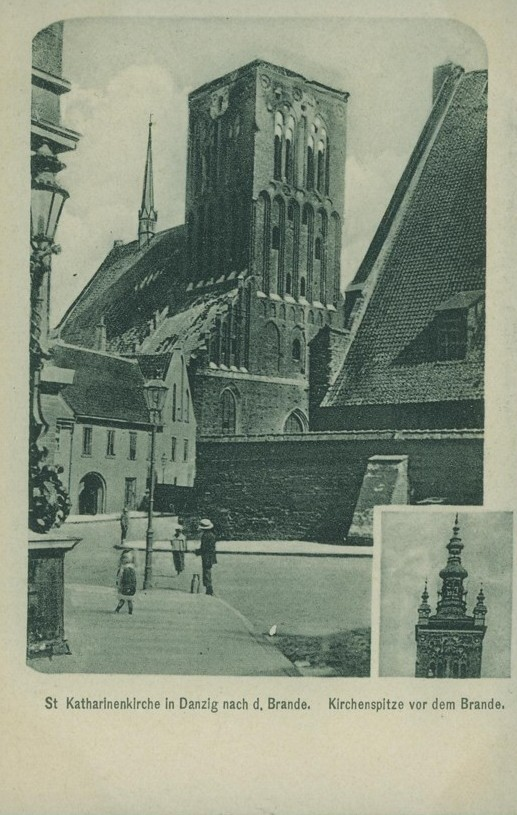
Na de brand van 1905
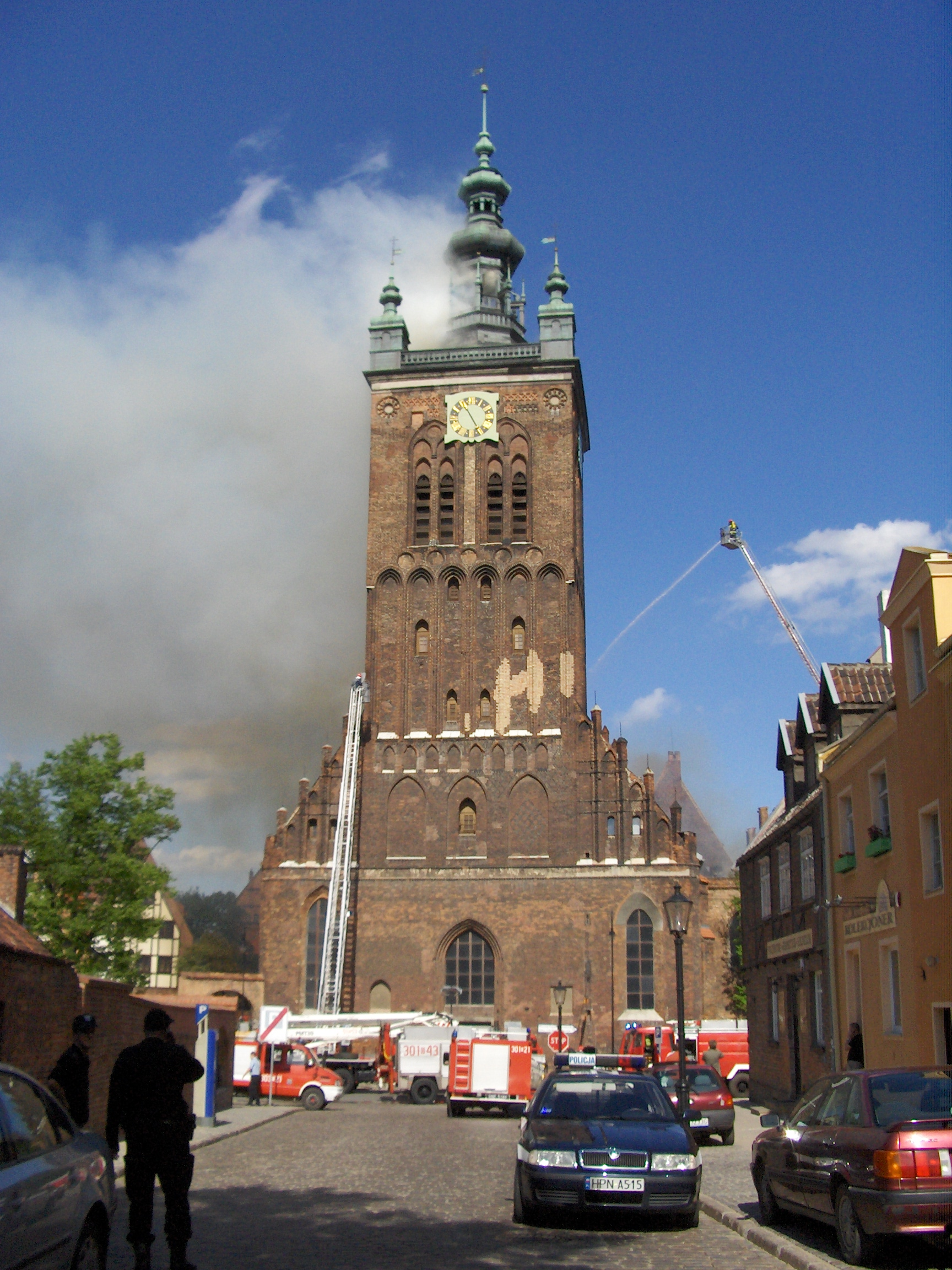
Brand van de kerk in mei 2006
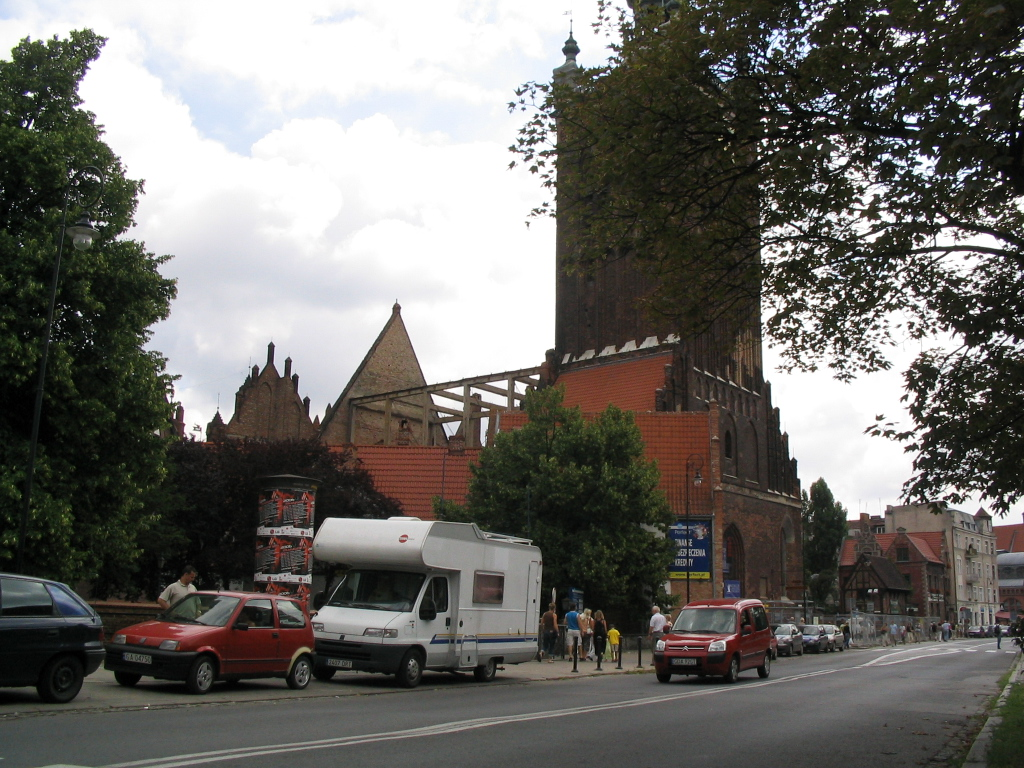
Het uitgebrande dak, augustus 2006

## Afbeeldingen van het interieur

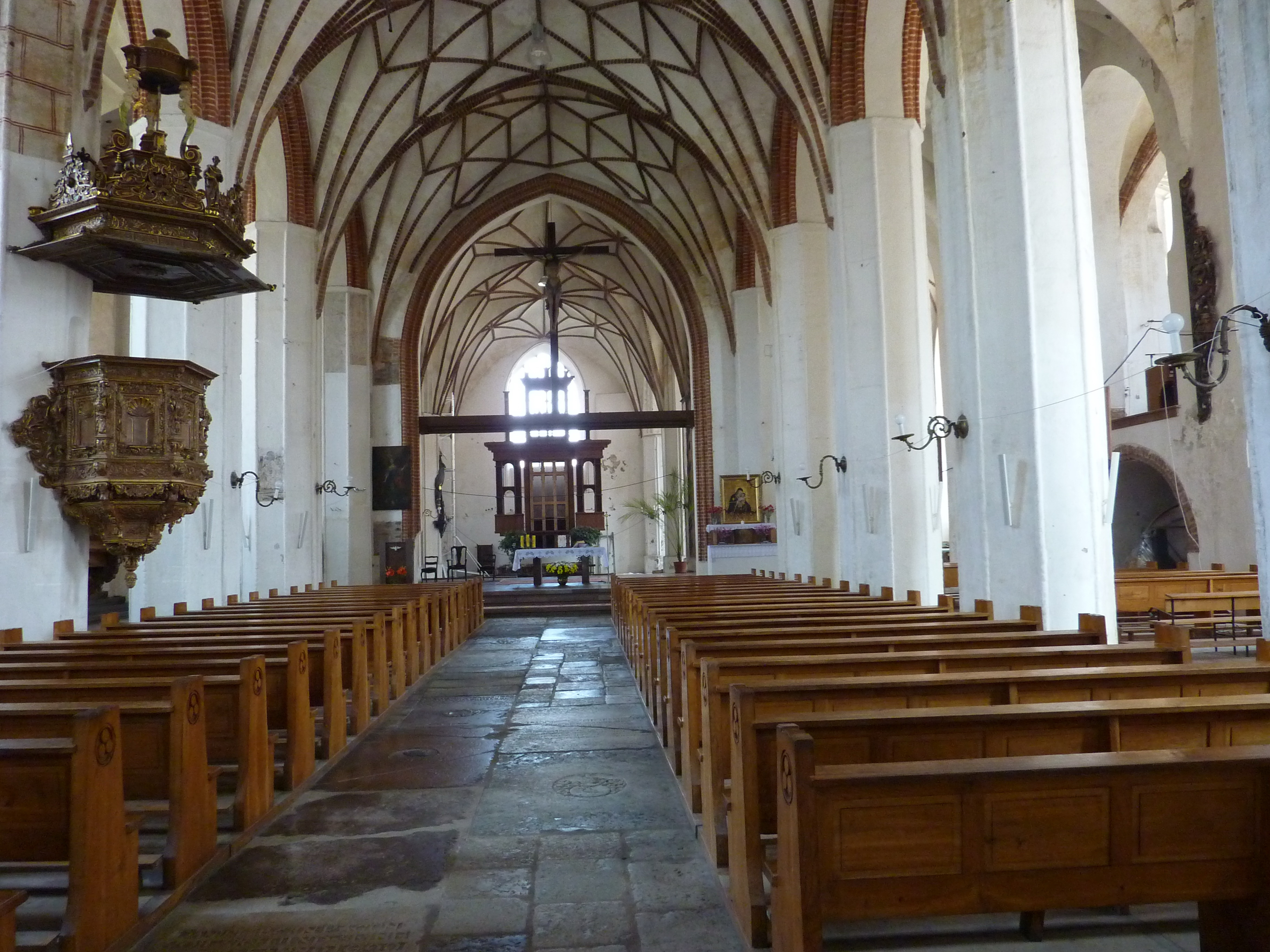
Kerkschip
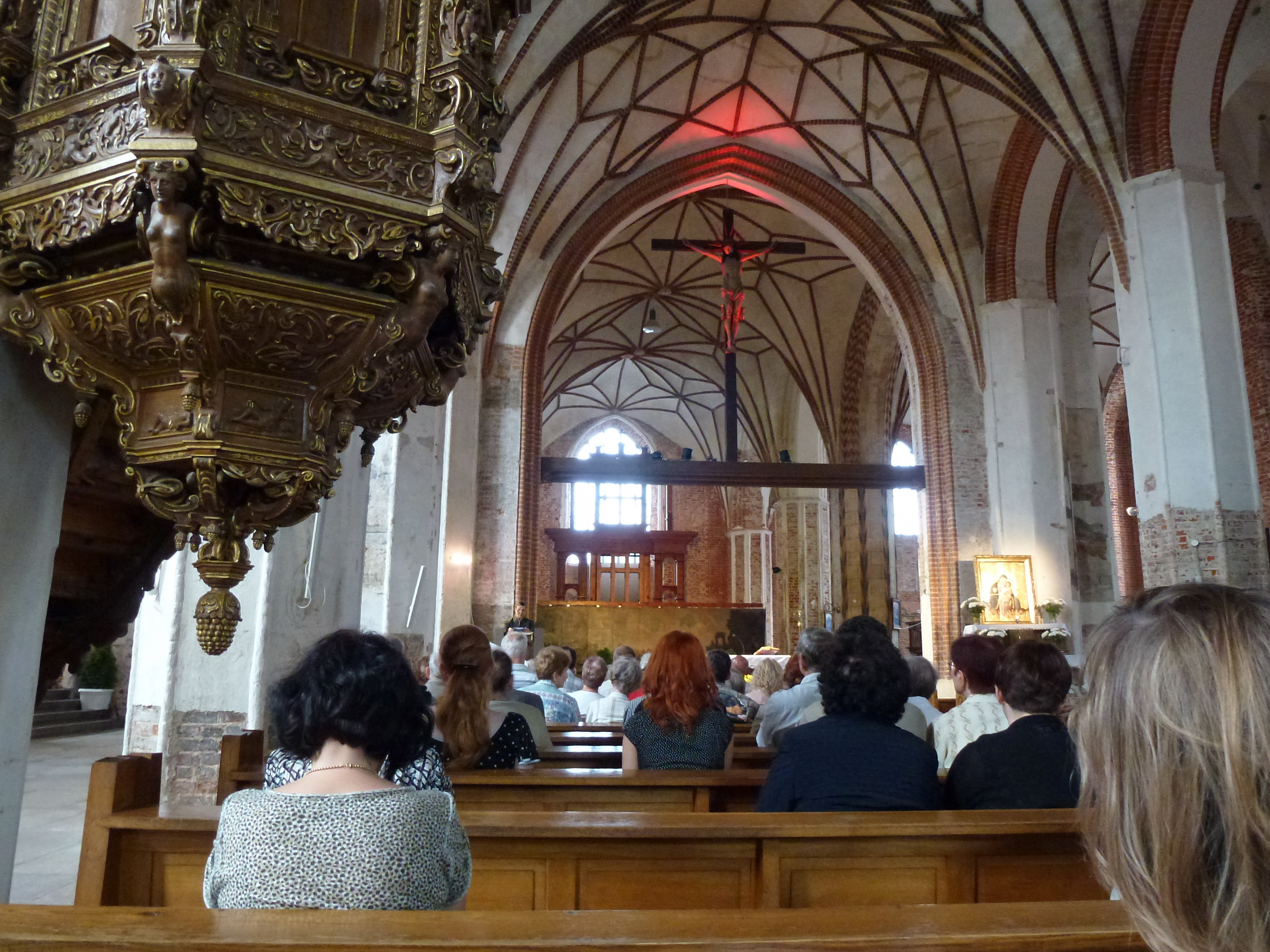
Tijdens een mis
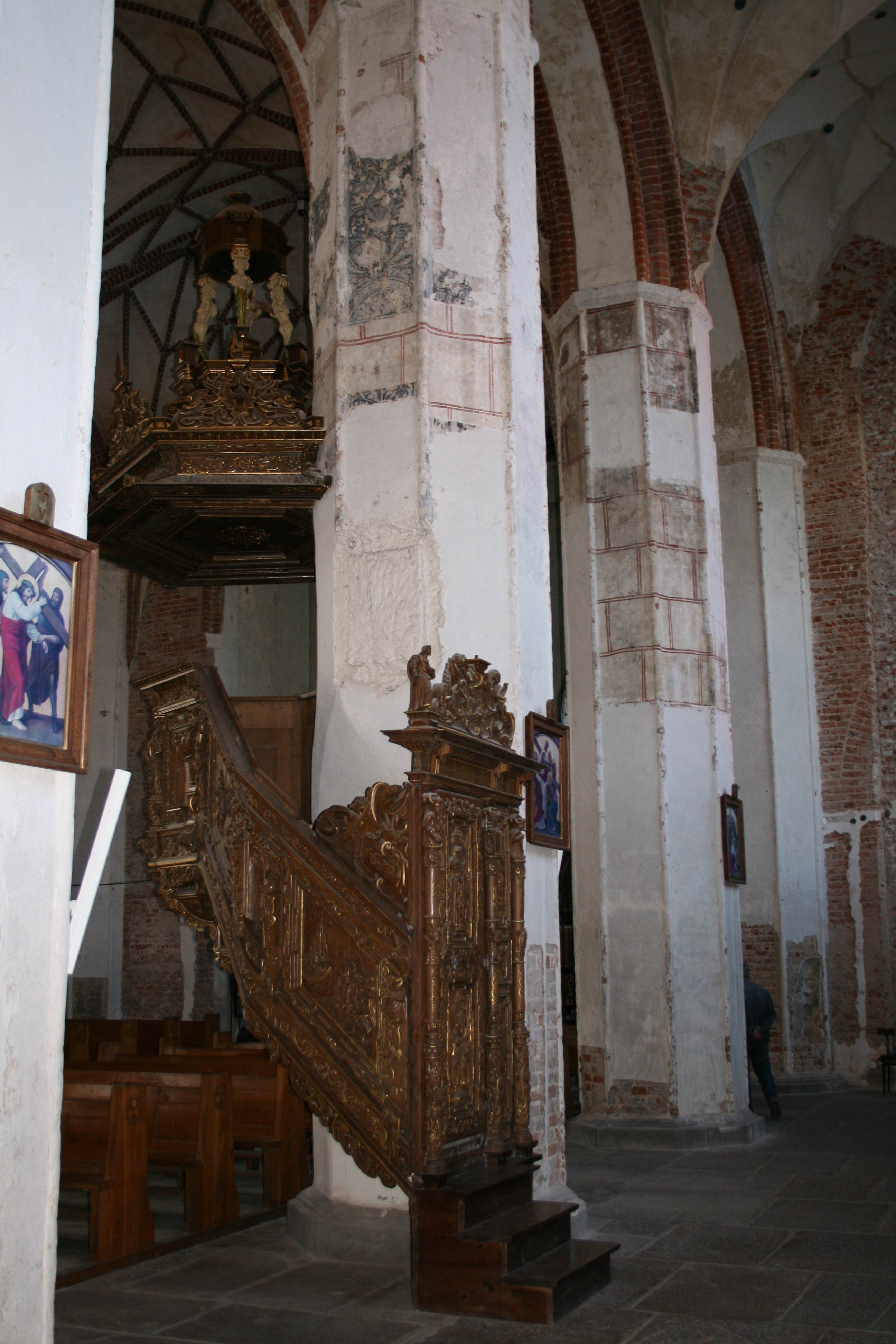
Kansel en zuilen met resten van middeleeuwse beschildering